# Dateland (Arizona)
Dateland es un lugar designado por el censo ubicado en el condado de Yuma en el estado estadounidense de Arizona. En el Censo de 2010 tenía una población de 416 habitantes y una densidad poblacional de 7,27 personas por km².

## Geografía
Dateland se encuentra ubicado en las coordenadas 32°49′15″N 113°32′31″O / 32.82083, -113.54194. Según la Oficina del Censo de los Estados Unidos, Dateland tiene una superficie total de 57.21 km², de la cual 57.21 km² corresponden a tierra firme y (0%) 0 km² es agua.

## Demografía
Según el censo de 2010, había 416 personas residiendo en Dateland. La densidad de población era de 7,27 hab./km². De los 416 habitantes, Dateland estaba compuesto por el 72.36% blancos, el 0% eran afroamericanos, el 0% eran amerindios, el 0.24% eran asiáticos, el 0% eran isleños del Pacífico, el 24.52% eran de otras razas y el 2.88% pertenecían a dos o más razas. Del total de la población el 59.38% eran hispanos o latinos de cualquier raza.